# Дресвянка (Шелотский сельсовет)
Дресвянка — деревня в Верховажском районе Вологодской области.
Входит в состав Шелотского сельского поселения, с точки зрения административно-территориального деления — в Шелотский сельсовет.
Расстояние по автодороге до районного центра Верховажья — 71,8 км, до центра муниципального образования Шелоты — 2,3 км. Ближайшие населённые пункты — Фофановская, Шелота, Большое Погорелово, Малое Погорелово, Степаново, Татаринская.
По переписи 2002 года население — 19 человек.